# Выраручей
Выраручей — ручей в России, протекает по территории Авдеевского сельского поселения Пудожского района Республики Карелии. Длина ручья — 13 км.

## Общие сведения
Ручей берёт начало из болота без названия на высоте 132 м над уровнем моря и далее течёт преимущественно в южном направлении по заболоченной местности.
Ручей в общей сложности имеет два малых притока суммарной длиной 9,0 км.
Устье ручья находится на высоте 81 м над уровнем моря в 65 км по правому берегу реки Шалицы, притока реки Водлы, впадающей в Онежское озеро.
Населённые пункты на ручье отсутствуют.
Код объекта в государственном водном реестре — 01040100412202000017030.